# بول أندرسون (متسابق يخت)
بول أندرسون (بالإنجليزية: Paul Anderson)‏ هو متسابق يخت بريطاني، ولد في 26 فبراير 1935.

## وصلات خارجية
- بول أندرسون على موقع الاتحاد الدولي للملاحة الشراعية (موقع جديد) (الإنجليزية)
- بول أندرسون على موقع الاتحاد الدولي للملاحة الشراعية (موقع قديم) (الإنجليزية)
- بول أندرسون على موقع اللجنة الأولمبية الدولية (الإنجليزية)
- بول أندرسون على موقع أوليمبيديا (الإنجليزية)